# Dwór (Gartatowice)
Dwór – część wsi Gartatowice w Polsce, położona w województwie świętokrzyskim, w powiecie pińczowskim, w gminie Kije.
W latach 1975–1998 Dwór administracyjnie należał do województwa kieleckiego.